# 名門パープリン大学日本校
『名門パープリン大学日本校』（めいもんパープリンだいがくにほんこう）は、TXN各局他で放送されていたテレビ東京・LOCOMOTION製作のバラエティ番組である。過激な内容を含む様々な実験企画を放送するドキュメントバラエティ。

## 概要

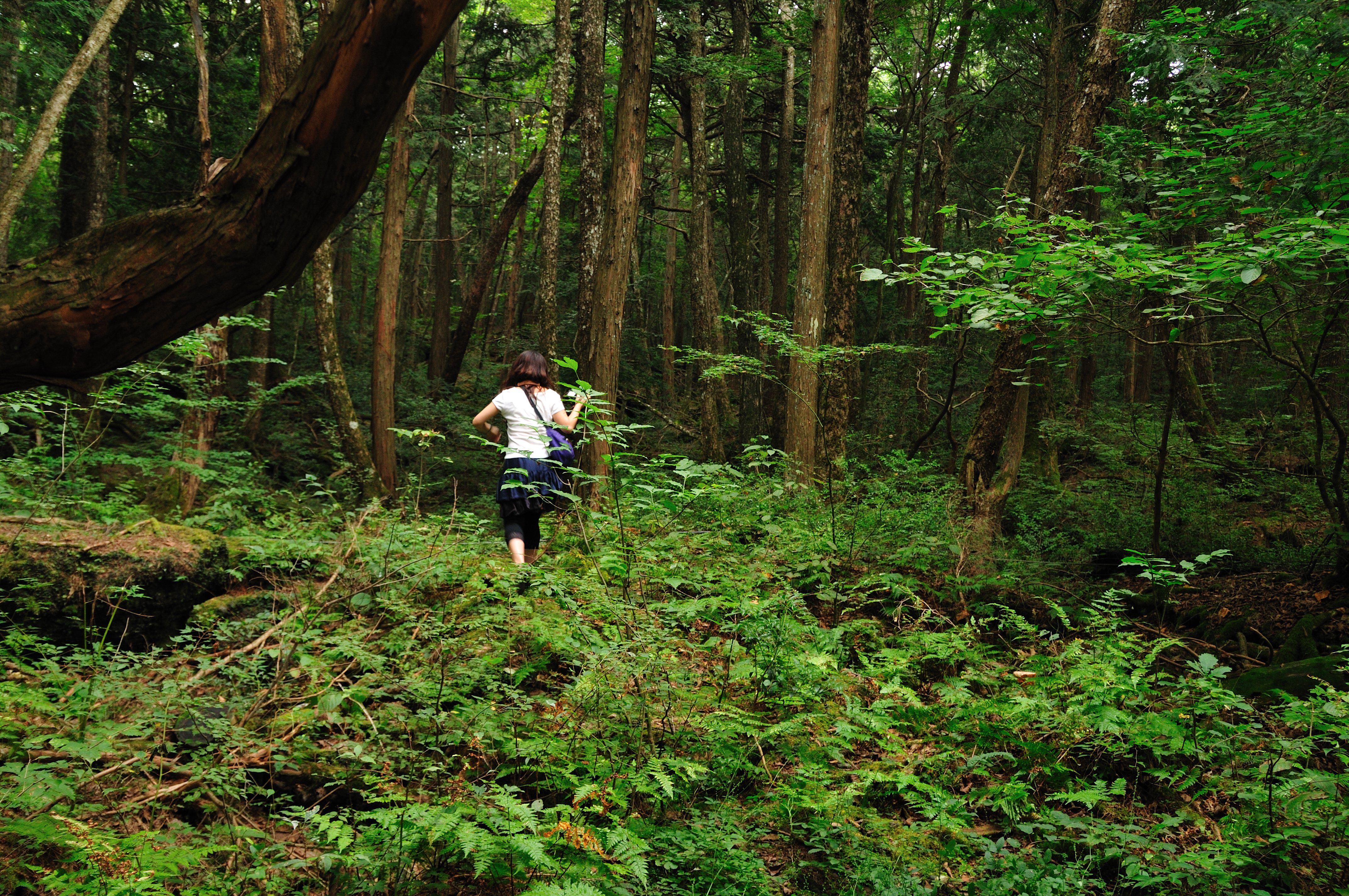
富士の樹海をカーナビで脱出できるか（イメージ）

テレビ東京系列局では1993年10月11日から同年12月20日まで、毎週月曜 21:00 - 21:54 （日本標準時）に放送していた。
「中華鍋をアンテナ代わりにしてBS放送を受信できるか?」や「富士の樹海をカーナビで脱出できるか?」、「人間の体に火をつけたら、火事場の馬鹿力を発揮できるか?」など普通の大学では教えもしないようなくだらなく、過激なことを若手芸人が体を張って調査・報告し、スタジオで意見を交わしあうという番組で、ダチョウ倶楽部が司会進行を務めていた。
演出は同局の『浅草橋ヤング洋品店』を手掛けたテリー伊藤で、『浅ヤン』とは兄弟番組とも呼べる。リポーターには当時、選挙での落選が話題となった日本社会党の上田哲から芸人の坂田利夫まで幅広い人選がなされた。『浅ヤン』と違い、ファッションなどの決まったコンセプトがほとんど無く、テリー伊藤が担当していた他の番組で過激すぎて不採用になった企画などを寄せ集めて作られていた。テリー本人は、やりたい事が思うように出来た、と自らが関わった番組の中でも最も好きだった番組と公言している。しかし放送作家の喰始は「タイトルを聞いただけで打ち切りが判るような番組で、案の定1クールで終わった」と『デキビジ』で語っていた。
江頭2:50は当時はまだ無名の芸人で、テリーに抜擢されて出演したが、第1回のスタジオ収録時にスポンサー関係者も見ている中で全裸になって自らの陰毛に火を点ける行動（曰く「焼畑農業」）に出た直後、降板が決まった。江頭は後に『浅草橋ヤング洋品店』で起用され、特異な芸風が知られる足掛かりとなった。
放送された実験内容には「普段怒らない芸能人を無理矢理怒らせる実験（ゲストにウッチャンナンチャンが出演）」、「お立ち台ギャルの親を連れてお立ち台ギャルのいるディスコでお立ち台ギャルに会わせて晒し者にする」、「バリウムと墨汁を飲んだら大便はどういう色になるのか?」など、テリー伊藤ならではの常識や倫理性を無視した凄まじく過激極まりないものが多かった。また「牛革の靴を煮込んだらダシがとれるか？」については、番組スポンサーの抗議を受けたこともあった。また当時ほぼ無名だったキャイ〜ンのウド鈴木の超人的な記憶力に目をつけ、駅名などの暗記にチャレンジさせるコーナーもあった。フジテレビの『ネタパレ』にキャイ～ンがゲスト出演した際、南原清隆が「この企画(円周率暗記)を楽屋のテレビで見ていて、このコンビと共演してみたい」と思ったのがキッカケで、その後キャイ～ンとの交流が育まれた。

## 出演者
- ダチョウ倶楽部
  - 肥後克広
  - 寺門ジモン
  - 上島竜兵
- 有賀さつき
- 吉田真希子
- 上田哲
- 坂田利夫
- 桜金造
- 江頭2:50
- 出川哲朗
- キャイ〜ン
- 雨空トッポ・ライポ

## スタッフ
- 演出：テリー伊藤
- ロケ技術：八峯テレビ
- 制作協力：LOCOMOTION
- 製作著作：テレビ東京